# Triptognathops bicolor
Triptognathops bicolor là một loài tò vò trong họ Ichneumonidae.